# Нафия Сарайлич
Нафия Сарайлич (на босненски: Nafija Sarajlić) е босненска писателка на разкази в жанра драма. Тя е първата мюсюлманка писателка в Босна.

## Биография и творчество
Нафия Сарайлич, с рожд. име Нафия Хаджикарич, е родена на 3 октомври 1893 г. в Сараево, Османска империя, в бошняшко семейство на майстор шивач. Има трима братя и четири сестри. Баща ѝ Авдия Хаджикарич решава да образова дъщерите си, което е необичаен акт сред мюсюлманите през 19 век, а самият той е порицаван от останалите когато работи на Баш чаршия. Те учат в Сараево за учителки, макар и при трудни условия – правене на домашни при светлината на лоените свещи и ежедневно ходене пеша до училище. След завършване на училището Нафия работи три години като начална учителка в Сараево.
През 1910 г. се омъжва за писателя Шемсудин Сарайлич, с когото имат пет деца: Халида (роден 1912), Халид (роден 1914), Джемал (роден 1918), Абдурахман (роден 1920) и Недвета (роден 1925).
Бракът не прекъсва любовта ѝ към образованието, но кара младата жена да започне да пише. Непосредствено преди избухването на Първата световна война започва да публикува разкази, които тя нарича „Teme“ (Теми). Първият ѝ разказ „Rastanak“ (Раздяла) е публикуван през 1912 г. в списание „Земан“ в Мостар. Останалите ѝ разкази са публикувани в списание „Бисер“ с подкрепата на редактора Муса Чатич. Произведенията ѝ обхващат множество теми и социални проблеми от онова време: изселването на бошняци по време на Първата световна война, суеверие, бедност и социална изостаналост.
Тя става първата жена босненски прозаик, с 23 разказа, публикувани между 1912 и 1918 г. Трудният ѝ и забързан личен живот ѝ пречи да развие разказите си в пълнометражни романи.
Най-голямата ѝ дъщеря Халида умира внезапно през 1918 г., когато е на шест години. След смъртта ѝ Нафия Сарайлич изоставя работата си и се оттегля от обществения живот, а мъката по загубата на детето ѝ я оставя прикована на легло в продължение на месеци. Остава вдовица през 1960 г. след 50 години брак.
Нафия Сарайлич умира на 15 януари 1970 г. в Сараево, Югославия.
Едно от началните училища в Сараево носи нейното име.

## Произведения
частично представяне
- Rastanak (1912)
- Nekoliko stranica tebi (1918)
- Kokošija pamet ()
- Kamen na cesti ()
- Jedan čas ()